# Берлинская оговорка
Берлинская оговорка (нем. Berlin-Klausel) — специальный параграф федеральных законов, принятых в ФРГ до 1990 года, оговаривающий их действие на территории Западного Берлина. После объединения Германии в 1990 году берлинская оговорка утратила всякий смысл и в новых законах более не содержится.

## Значение
По причине четырёхстороннего статуса Берлина город официально управлялся «четырьмя державами» (США, Великобритания, Франция и Советский Союз) и формально не входил ни в одно из немецких государств. В то же время Восточный Берлин де-факто являлся столицей ГДР, а Западный Берлин де-факто являлся частью ФРГ. Тем не менее, изданные в ФРГ законы не имели юридической силы в Западном Берлине, пока не были ратифицированы Палатой представителей Берлина. Хотя законы ФРГ де-факто принимались в Западном Берлине по упрощённой процедуре в форме аккламации, наличие берлинской оговорки в текстах законов было необходимым условием для возможности их действия на территории Западного Берлина.
После вхождения ГДР и Берлина в состав ФРГ и образования на территории восточной и западной части города единой федеральной земли Берлин «берлинская оговорка» потеряла юридический смысл и более не присутствует в законах, изданных после 1990 года, так как они автоматически распространяются на всю территорию ФРГ. Тем не менее, берлинская оговорка ещё присутствует в старых законах, хотя и является в них бессмысленной. Федеральное министерство юстиции Германии рекомендует в случае принятия поправок в старые законы удалять из них берлинскую оговорку.